# インジェクタ
スティーム・ボイラー・インジェクタとは、ボイラーへの給水にポンプを用いず、ボイラー自体から取り出した高圧の蒸気を用いて給水する装置である。
本装置と同様の構造で、ベンチュリ効果を利用して圧力差を作り出す装置を総称してエジェクター（エゼクターとも）と呼ぶ。

## 概要
管内に噴射された蒸気はその内部に霧吹きの原理で低圧を作り出し、水を吸い込む。その水は噴出する蒸気により加速されて、ボイラーに取り付けられた逆止弁に接続された管に激突する。この過程では、蒸気は常温の水と混じりあうことにより凝縮し、結果としてある程度高温の液体の水になる。運動エネルギーが大きい液体が急停止するとその力積は大きく、ボイラーの圧力に打ち克つことになる。このような現象が起こるように、絞り弁、吸い込み管、逆止弁などを含めた装置をインジェクタと呼ぶ。
給水ポンプに比べ小型で故障が少ないことと、蒸気との混合で給水温度が上昇し、給水温め器が不要になるのが利点である。ポンプを作動させる動力も不要である。

## 歴史

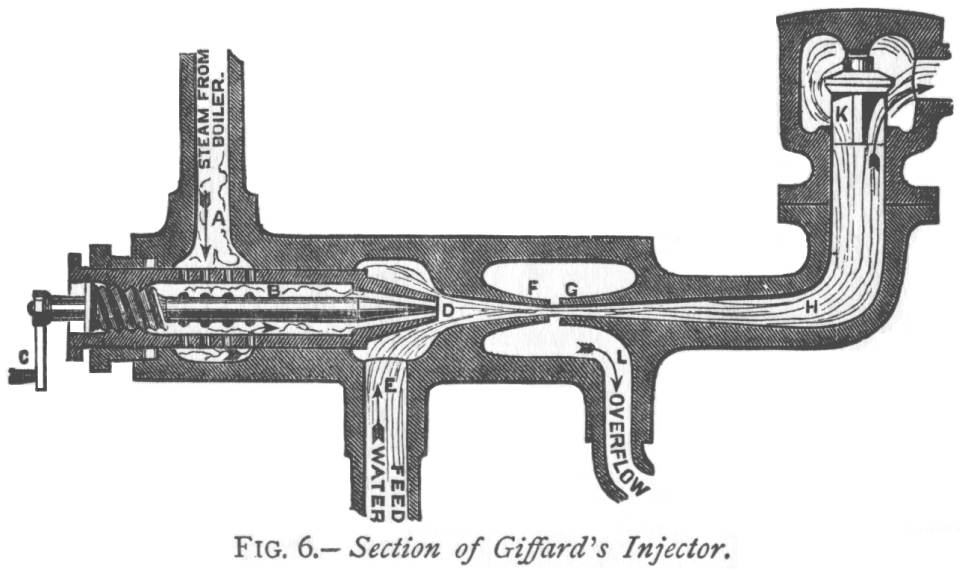
A- ボイラーからの蒸気, B- ニードル弁, C- ニードル弁ハンドル, D- 蒸気と水の混合, E- 水の流れ, F- 混合円錐, G- 搬送ノズルと円錐, H- 搬送室と管, K- 逆止弁

蒸気機関車で使用される近代的なインジェクタ

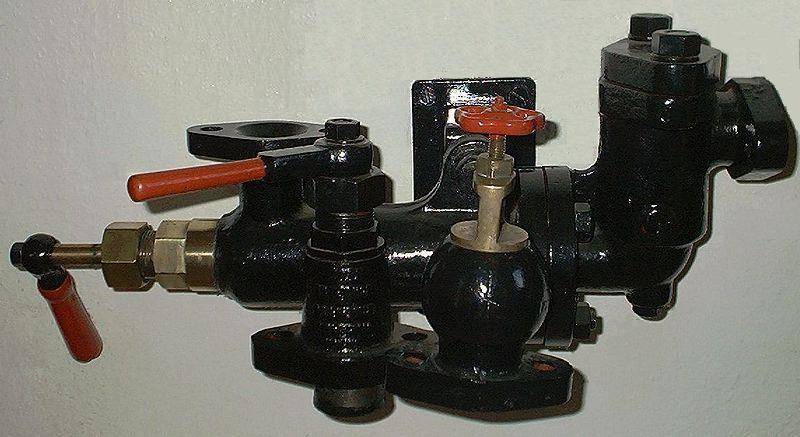
蒸気機関車のボイラーの蒸気インジェクタ

インジェクタはフランス人であるアンリ・ジファールによって1858年に発明されイギリスでグラスゴーのMessrs Sharp Stewart & Co. によって特許が取得された。原動力は高圧の流体によって切り替えられる。
インジェクタは元々、蒸気機関車に水を供給する目的で使用された。インジェクタは3つかそれ以上のノズル、"円錐"または"管"が内蔵されて構成されている。蒸気がノズルを通過する時に圧力が大気圧まで下がり、蒸気の速度が増加する事が原動力になる。蒸気の噴流によって新鮮な水が入り、蒸気と水は"混合円錐"（混合ノズルとも言う）で混ざる。